# Ulica Północna w Łodzi
Ulica Północna w Łodzi ma około 1,64 kilometra długości, biegnie od ul. Nowomiejskiej do ul. Źródłowej.

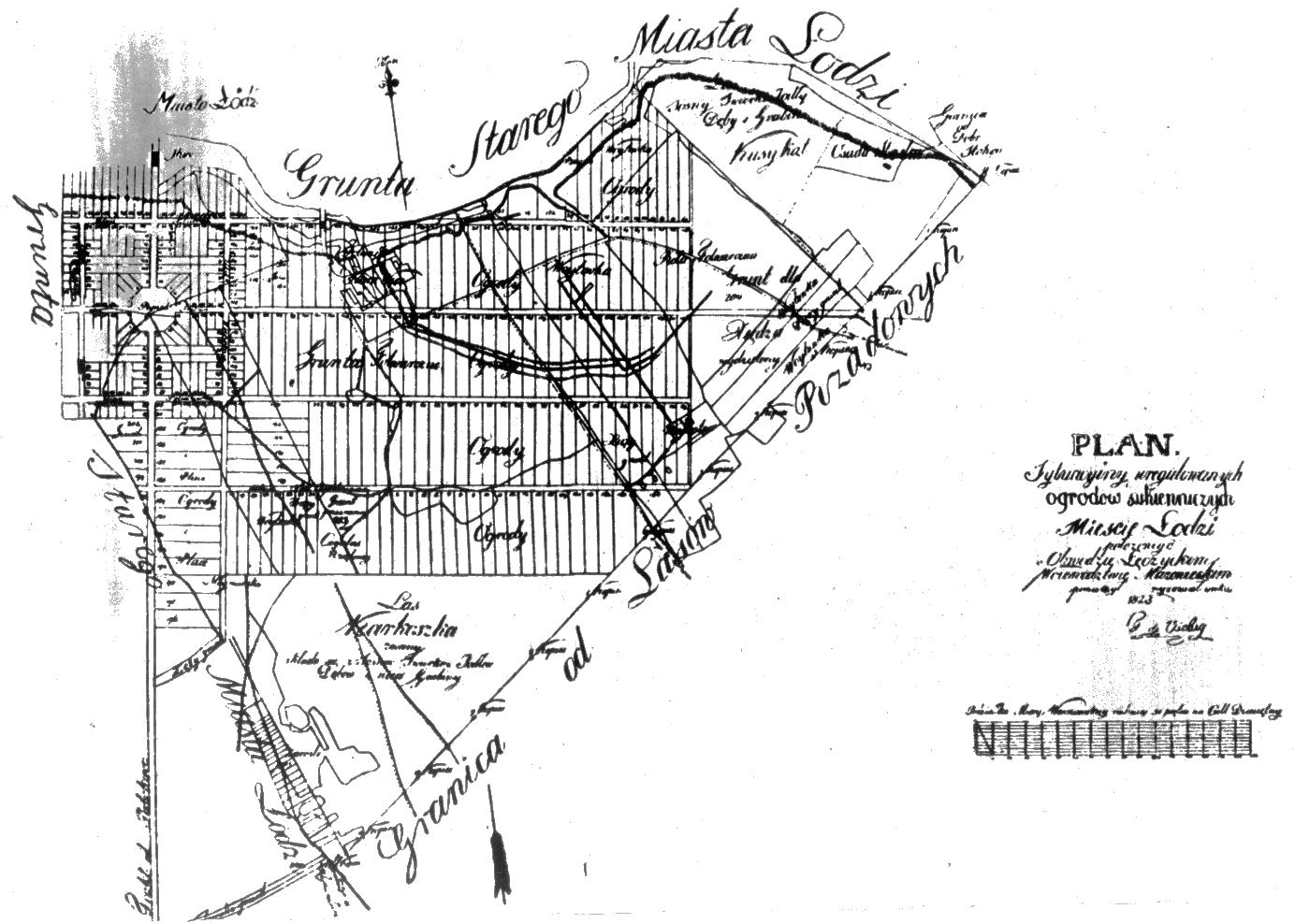
Plan regulacji Łodzi z 1823 roku

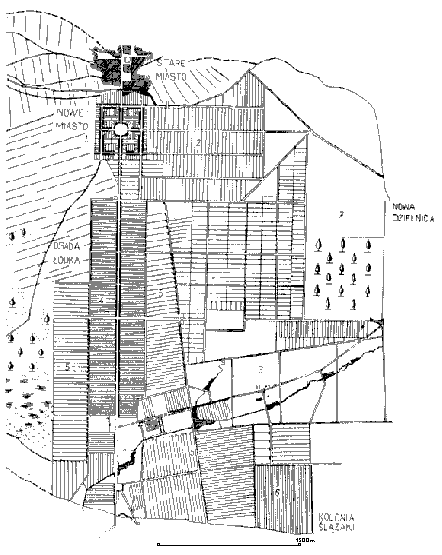
Plan Łodzi z 1823 roku

Ulica powstała pomiędzy 1821 a 1823 rokiem wraz z regulacją (wyznaczeniem) osady Nowe Miasto, która została umiejscowiona na przeciwległym brzegu rzeczki Łódka, na południe od Starego Miasta. Osada zaprojektowana została na bazie kwadratu z oktagonalnym rynkiem (Rynek Nowego Miasta – dzisiejszy plac Wolności), na którym krzyżowały się prostopadłe ulice. Kontur osady ograniczały ulice: Zachodnia, Północna, Wschodnia i Południowa.
Ulica zmieniała swoją nazwę tylko raz. Podczas okupacji na niemieckojęzyczną Nordstrasse. Po wojnie powrócono do pierwotnej nazwy.

## Numeracja i kody pocztowe
- Numery parzyste: 34 – 46
- Numery nieparzyste: 1 – 67
- Kody pocztowe: 91-420 (2-30, 1-33); 90-425 (32-d.k., 35-d.k.)

## Ważniejsze obiekty
- nr 35 – Browary Łódzkie
- nr 36 – Tor kolarski klubu sportowego Społem Łódź
- nr 38/40 – Agencja Bezpieczeństwa Wewnętrznego
- nr 39 – Łódzka Okręgowa Izba Inżynierów Budownictwa
- nr 42 – Szpital MSWiA w Łodzi
- nr 47/51 – Teatr Muzyczny
- Park Staromiejski
- Park Helenów

## Komunikacja miejska
Ulicą Północną przebiegają następujące linie MPK Łódź (uwzględniono zmiany tras w czasie remontów):

### Autobusy dzienne
- 57 (na odcinkach al. Anstadta – Źródłowa, w kierunku Marysina, i Źródłowa – Sterlinga, w kierunku osiedla Piastów-Kurak)
- 85 (na odcinkach al. Anstadta – Źródłowa, w kierunku Arturówka, oraz Źródłowa – Sterlinga, w kierunku dworca Łódź Fabryczna)
- 87A, 87B (na odcinku Nowomiejska – Źródłowa)

### Autobusy nocne
- N4A, N4B (na odcinku Źródłowa – Sterlinga)
- N6 (na odcinku Nowomiejska – Franciszkańska)

### Tramwaje
- 6 (na odcinku Nowomiejska – Franciszkańska)